# Рассоховатое (Изюмский район)
Рассоховатое (укр. Разсохувате) — бывшее село в Оскольском сельском совете Изюмского района Харьковской область Украины.
Село Рассоховатое ликвидировано в ? году.

## Географическое положение
Село Рассоховатое находится в 2-х км от реки Бахтин (правый берег), выше по течению в 3-х км расположено село Николаевка, ниже по течению в 2,5 км расположено село Оскол.
По селу протекает пересыхающий ручей с запрудой.